# Antiterroristische Gemengde Groep
De Antiterroristische Gemengde Groep (AGG) (Frans: Groupe Interforces Antiterroriste - GIA) was van 1984 tot 2006 een Belgisch overlegorgaan op overheidsniveau dat als opdracht kreeg inlichtingen te verzamelen, analyseren en evalueren die noodzakelijk zijn voor het nemen van de maatregelen van bestuurlijke en gerechtelijke politie ten aanzien van daden van terrorisme in België. De AGG was het eerste orgaan voor inlichtingenfusie van zijn soort. Pas in 2005 werden over gans Europa soortgelijke fusiecentra opgericht.
De AGG werd opgericht op 17 september 1984 door Jean Gol, toenmalig minister van justitie, en Charles-Ferdinand Nothomb, toenmalig minister van binnenlandse zaken. Hij werd opgericht in het kader van de terroristische dreigingen in binnen- en buitenland. De AGG organiseerde het overleg tussen de staatsveiligheid, de rijkswacht, de Gerechtelijke Politie bij de Parketten en de Militaire Veiligheid.
De AGG telde achttien leden en stond onder het rechtstreeks bevel van een directeur, in casu een hogere rijkswachtofficier. De organisatie was ondergebracht in een kazerne van de rijkswacht en werd bijgestaan door de Groep Diane. De AGG centraliseerde alle inlichtingen en adviseerde de ministers van Binnenlandse Zaken en Justitie, het Anti-Terreur College en de magistratuur. 
Hoewel de greep van de rijkswacht op de AGG voor iedereen duidelijk was, volstond dit voor de generale staf van de rijkswacht niet. Gelijktijdig met de oprichting van de AGG besliste de generale staf een parallelle speciale anti-terreurcel op te richten die rechtstreeks onder de staf ressorteerde en de supervisie had op de antiterroristische activiteiten van de BOB. 
Enkele weken na de oprichting van de AGG begonnen de Cellules Communistes Combattantes (CCC) een grote bommencampagne. De AGG werd belast met het onderzoek, in het bijzonder ook sporen die konden wijzen op politieke terreur. De AGG werd niet ingezet tegen de Bende van Nijvel.
Het beperkt aantal partners van de AGG (staatsveiligheid, rijkswacht, de GPP en Militaire Veiligheid) en hun vrijheid om informatie al dan niet aan te leveren waren obstakels voor de aanpak van de terroristische dreiging. De AGG werd door de veiligheidsdiensten die de groep had moeten samenbrengen gezien als een concurrent. De individuele diensten wilden ook hun informatie helemaal niet delen met de andere collega's. Pertinente inlichtingen werden zelden bij de AGG ter sprake gebracht. Het orgaan werd snel in de marge geduwd en speelde maar een beperkte en weinig doeltreffende rol in het Belgische veiligheidslandschap. Deze beperkingen en de vrijblijvendheid van de samenwerking werden aangepakt bij de oprichting op 1 december 2006 van het Orgaan voor het Coördinatie en de Analyse van de Dreiging (OCAD), dat de functies van het AGG overnam. De wet die het OCAD oprichtte maakte het weerhouden van alle relevante inlichtingen door partnerdiensten een strafbaar misdrijf (artikel 6). In de laatste maanden van zijn bestaan, nadat de beslissing het OCAD op te richten reeds genomen was en de wetteksten gestemd waren, werd bij de AGG ingebroken. Luc Verheyden, toenmalig directeur, reduceerde de inbraak evenwel tot kleine criminaliteit.